# Fosforito
Fosforito (eigentlich Antonio Fernández Díaz; * 1932 in Puente Genil, Provinz Córdoba, Spanien) ist ein spanischer Flamenco-Sänger.

## Leben
Bevor Antonio Fernández Díaz als professioneller Musiker begann, war sein Künstlername Antonio de Puente Genil. Der Name Fosforito war auch von dem im Café cantante Burrero des  Manuel Ojeda Rodriguez einst gefeierten und auch in Madrid aufgetretenen Flamenco-Sänger Francisco Lema Ullet (1869–1940) benutzt worden. Der damals noch unbekannte Fosforito überzeugte 1956 beim Concurso Nacional de Cante Jondo in Córdoba. Nach 1922 in Granada war das der zweite Wettbewerb dieses Namens. Das Vorbild von 1922 war von Manuel de Falla, Federico García Lorca und anderen Vertretern der andalusischen und spanischen Kultur ausgerichtet worden. Bis 2010 veröffentlichte Fosforito über 25 Platten.

## Ausgewählte Diskografie
- 1956: Grabaciones históricas, Vol. 34, Córdoba
- 1994: Misa flamenca
- 1999: Cante y guitarra (mit Paco de Lucía)
- 2002: Cristal suelto
- 2002: Selección antológica del cante flamenco
- 2003: 50 años de flamenco (2ª época)
- 2003: Selección antológica Vol. 1
- 2003: Selección antológica Vol. 2
- 2003: Selección antológica Vol. 3
- 2003: Misa flamenca en Córdoba
- 2004: Antonio Fernández „Fosforito“
- 2005: Arte flamenco Vol.1 (Universo flamenco)
- 2005: Selección antológica Vol. 1 (Universo flamenco)
- 2005: Selección antológica Vol. 2 (Universo flamenco)
- 2005: Selección antológica Vol. 3 (Universo flamenco)

## Preise
- Premio Nacional de Cante (1968) de la cátedra de flamencología de Jerez
- Premio Mercedes la Serneta (1977)
- Compás de Cante (1985)
- Premio Pastora Pavón (1999) der Consejería de Cultura de la Junta de Andalucía
- Hijo Predilecto und Goldmedaille von Puente Genil
- Premio Ondas
- Llave de Oro del Cante
- Medalla de Oro al Mérito en las Bellas Artes (2007)